# Eugène Lacheurié
Eugène Lacheurié (né le 7 juin 1831 à Paris et mort le 21 août 1907 au Chesnay) est un compositeur de musique et peintre français.

## Biographie
On sait très peu de choses aujourd'hui de la vie et de l'œuvre de Lacheurié. Il fut élève au Conservatoire de Paris dans les classes de Jacques Fromental Halévy et d'Auguste Barbereau et remporta en 1856, derrière Georges Bizet, le Second Grand Prix de Rome.
Une symphonie de Lacheurié fut créée le 15 février 1867 par Jules Pasdeloup à l'Athénée. On peut aussi citer l'opéra-comique La Fille du Calife, créé au Théâtre des Arts de Rouen en 1901, un Psaume 129 pour voix de femmes (1897), Ilion, scène dramatique, et des mélodies, sur des textes de Lamartine (L'automne), Musset (J'ai dit à mon cœur) et Gautier (Villanelle).
Eugène Lacheurié semble s'être trouvé dans la nécessité de gagner sa vie dans des métiers qui, à son grand regret, l’éloignaient de la carrière artistique qu’il aurait voulu suivre. À une époque postérieure, il fut directeur d’une compagnie anonyme, la Chambre d’Assurances maritimes, 8 place de la Bourse à Paris. En 1882, il alla s’installer à Honfleur, et, en 1887, à La Rochelle, où il continua à peindre et, pour gagner sa vie, donna des cours de musique tout en espérant un poste de conservateur qu’il n’obtiendra jamais. Ami de jeunesse du peintre Gustave Moreau, qui fit son portrait en 1852, proche de Degas également, il s’adonne à la peinture de paysages et a lui-même exposé plusieurs toiles aux Salons de 1881, 1882, 1890.